# یرواند سوم
یرواند سوم (ارمنی: Երվանդ Գ؛ فارسی باستان: *Arvanta-) پادشاه ارمنستان بود. در دوران سلطنتش، برای کنترل پادشاهی سوفنه با پادشاه آنتیوخوس دوم، امپراتور سلوکی مبارزه کرد تا اینکه در سال ۲۷۲ پیش از میلاد شکست خورد و مجبور شد خراج زیادی بپردازد که شامل ۳۰۰ تالانت نقره و ۱۰۰۰ اسب و قاطر بود. یرواند سوم متعاقباً در سال ۲۶۰ پیش از میلاد به طرز مشکوکی به قتل رسید، زیرا اینکه به تحریک پادشاه آنتیوخوس دوم بوده یا نه، ثبت نشده است. پسرش سام یکم به سلطنت در سوفن ادامه داد.